# Primera División 1939-1940 (Spagna)
La Primera División 1939-1940 è stata la 9ª edizione della massima serie del campionato spagnolo di calcio, disputata tra il 3 dicembre 1939 e il 28 aprile 1940 e concluso con la vittoria dell'Atlético Aviación, al suo primo titolo.
Capocannoniere del torneo è stato Víctor Unamuno (Athletic Bilbao) con 26 reti.
È stato il primo campionato svoltosi dopo una pausa di tre anni dovuta alla guerra civile spagnola.

## Stagione

### Novità
A causa dei bombardamenti occorsi durante la guerra civile spagnola lo stadio dell'Oviedo, l'Estadio Carlos Tartiere, fu seriamente danneggiato dai bombardamenti precludendo alla squadra asturiana la partecipazione al massimo campionato. Al suo posto fu ripescato l'Athlétic Madrid, che dopo essersi fusa con il neonato club Aviación Nacional, partecipò con il nome Atlético Aviación de Madrid.

### Formula
Oltre alle due classiche retrocessioni, fu istituito uno spareggio interdivisionale tra la terzultima classificata e la seconda classificata del gruppo promozione della Segunda División.

## Classifica finale
|  | Pos. | Squadra           | Pt | G  | V  | N | P  | GF | GS | DR  |
|  | ---- | ----------------- | -- | -- | -- | - | -- | -- | -- | --- |
|  | 1.   | Atlético Aviación | 29 | 22 | 14 | 1 | 7  | 43 | 29 | +14 |
|  | 2.   | Siviglia          | 28 | 22 | 11 | 6 | 5  | 60 | 44 | +26 |
|  | 3.   | Athletic Bilbao   | 26 | 22 | 11 | 4 | 7  | 57 | 44 | +13 |
|  | 4.   | Madrid CF         | 25 | 22 | 12 | 1 | 9  | 47 | 35 | +12 |
|  | 5.   | Español           | 24 | 22 | 11 | 2 | 9  | 43 | 43 | 0   |
|  | 6.   | Hércules          | 23 | 22 | 9  | 5 | 8  | 41 | 34 | +7  |
|  | 7.   | Saragozza         | 21 | 22 | 7  | 7 | 8  | 30 | 40 | -10 |
|  | 8.   | Valencia          | 21 | 22 | 9  | 3 | 10 | 40 | 36 | +4  |
|  | 9.   | Barcellona        | 19 | 22 | 8  | 3 | 11 | 32 | 38 | -6  |
|  | 10.  | Celta Vigo        | 19 | 22 | 9  | 1 | 12 | 45 | 50 | -5  |
|  | 11.  | Real Betis        | 16 | 22 | 6  | 4 | 12 | 26 | 51 | -25 |
|  | 12.  | Racing Santander  | 13 | 22 | 6  | 1 | 15 | 37 | 57 | -20 |

Legenda:
      Campione di Spagna.
  Partecipa allo spareggio interdivisionale.
      Retrocesse in Segunda División 1940-1941.
Regolamento:
Due punti a vittoria, uno a pareggio, zero a sconfitta.
In caso di arrivo di due o più squadre a pari punti, la graduatoria verrà stilata secondo la classifica avulsa tra le squadre interessate che prevede, in ordine, i seguenti criteri:
- Punti negli scontri diretti.
- Differenza reti negli scontri diretti.
- Differenza reti generale.
- Reti realizzate in generale.

## Risultati

### Tabellone
|                   | Ath  | AtA  | Bar  | Bet  | Cel  | Esp  | Hér  | Mad  | Rac  | Sar  | Siv  | Val  |
| ----------------- | ---- | ---- | ---- | ---- | ---- | ---- | ---- | ---- | ---- | ---- | ---- | ---- |
| Athletic Bilbao   | –––– | 1-3  | 7-5  | 6-1  | 4-1  | 4-0  | 4-1  | 3-1  | 3-2  | 1-1  | 3-4  | 1-2  |
| Atlético Aviación | 3-1  | –––– | 3-0  | 0-0  | 4-1  | 2-0  | 2-1  | 2-1  | 2-1  | 5-1  | 4-2  | 0-2  |
| Barcellona        | 0-2  | 1-2  | –––– | 2-0  | 2-0  | 0-1  | 0-0  | 0-0  | 3-1  | 2-1  | 1-2  | 4-1  |
| Betis             | 0-0  | 1-2  | 3-0  | –––– | 2-0  | 2-0  | 4-3  | 0-4  | 2-1  | 0-0  | 3-2  | 0-3  |
| Celta Vigo        | 2-4  | 1-0  | 1-2  | 4-2  | –––– | 2-0  | 4-0  | 2-3  | 5-1  | 5-1  | 2-0  | 3-2  |
| Español           | 3-4  | 2-0  | 1-1  | 5-0  | 4-1  | –––– | 3-3  | 5-4  | 3-1  | 2-0  | 2-1  | 2-3  |
| Hércules          | 1-0  | 4-1  | 1-2  | 3-0  | 6-1  | 1-2  | –––– | 0-2  | 3-1  | 5-1  | 3-3  | 2-1  |
| Madrid CF         | 4-1  | 2-1  | 2-1  | 3-0  | 2-1  | 3-1  | 0-1  | –––– | 3-2  | 5-1  | 1-3  | 2-1  |
| Racing Santander  | 3-0  | 0-2  | 2-3  | 4-2  | 6-2  | 2-3  | 0-1  | 2-1  | –––– | 1-0  | 3-3  | 2-1  |
| Saragozza         | 1-1  | 4-3  | 3-1  | 1-1  | 3-2  | 4-1  | 0-0  | 3-1  | 3-0  | –––– | 1-1  | 1-0  |
| Siviglia          | 3-3  | 4-1  | 2-1  | 4-3  | 1-4  | 4-0  | 1-1  | 3-2  | 8-2  | 3-0  | –––– | 4-2  |
| Valencia          | 3-4  | 1-0  | 3-1  | 4-0  | 1-1  | 1-3  | 2-1  | 3-1  | 4-0  | 0-0  | 2-2  | –––– |

## Spareggi

### Spareggio interdivisionale
|            | Risultati |                     | Luogo e data           |
| ---------- | --------- | ------------------- | ---------------------- |
| Celta Vigo | 1-0       | Deportivo La Coruña | Madrid, 15 maggio 1940 |

## Statistiche

### Squadre

#### Capoliste solitarie
|    | —— | —— | ——  | —— | ——  | —— | —— | ——  | ——  | ——      | ——      | ——      | ——      | ——  | ——  | ——  | ——  | ——  | ——  | ——  | ——  | —— |  |
|    |    |    | Sar |    | Sar |    |    | Esp |     | Español | Español | Español | Español |     | Esp |     | AtA | AtA | AtA |     | AtA |    |  |
|    |    |    |     |    |     |    |    |     |     |         |         |         |         |     |     |     |     |     |     |     |     |    |  |
|    |    |    |     |    |     |    |    |     |     |         |         |         |         |     |     |     |     |     |     |     |     |    |  |
| 1ª | 2ª | 3ª | 4ª  | 5ª | 6ª  | 7ª | 8ª | 9ª  | 10ª | 11ª     | 12ª     | 13ª     | 14ª     | 15ª | 16ª | 17ª | 18ª | 19ª | 20ª | 21ª | 22ª |    |  |

#### Primati stagonali
- Maggior numero di vittorie: Atlético Aviación (14)
- Minor numero di sconfitte: Siviglia (5)
- Migliore attacco: Siviglia (60 reti segnate)
- Miglior difesa: Atlético Aviación (29 reti subite)
- Miglior differenza reti: Siviglia (+16)
- Maggior numero di pareggi: Saragozza (7)
- Minor numero di pareggi: Atlético Aviación, Madrid CF, Celta Vigo, Racing Santander (1)
- Maggior numero di sconfitte: Racing Santander (15)
- Minor numero di vittorie: Betis, Racing Santander (6)
- Peggior attacco: Betis (26 reti segnate)
- Peggior difesa: Racing Santander (57 reti subite)
- Peggior differenza reti: Betis (-22)